# Uniwersytet w Aalborgu
Uniwersytet w Aalborgu (Aalborg Universitet; AAU) – uniwersytet w duńskim mieście Aalborg.

## Historia
Został założony w 1974 roku, początkowo pod nazwą Aalborg Universitetscenter (AUC). W momencie powstania był piątą uczelnią wyższą w Danii. Od 1995, po połączeniu z Politechniką z Esbjerg, uczelnia posiada swój oddział w Esbjerg (Aalborg Universitet Esbjerg). W 2005 uniwersytet otworzył również oddział w Kopenhadze.
W roku 2012 uczelnia miała łącznie 18 597 studentów.